# Пик, Джон (хоккеист на траве)
Джон Моррис Пик (англ. John Morris Peake; 26 августа 1924, Кембридж — 30 марта 2022) — британский хоккеист на траве, нападающий. Серебряный призёр летних Олимпийских игр 1948 года.

## Биография
Джон Пик родился 26 августа 1924 года в британском городе Кембридж.
В 1931—1938 годах учился в школе Сент-Фейт в Кембридже. Был стипендиатом школы Рептон, затем обучался машиностроению в колледже Клэр Кембриджского университета. По окончании учёбы присоединился к Королевскому корпусу военно-морских конструкторов.
Параллельно занимался хоккеем на траве.
В 1948 году вошёл в состав сборной Великобритании по хоккею на траве на летних Олимпийских играх в Лондоне и завоевал серебряную медаль. Играл на позиции нападающего, провёл 5 матчей, забил 1 мяч в ворота сборной США. Этот турнир стал для него единственным крупным в карьере.
Руководил компанией Baker Perkins, которая занималась проектированием оборудования для пищевой промышленности. В 1984 году стал её руководителем и проработал на этом посту в течение трёх лет.
В 1984 году стал командором ордена Британской империи.
В 2012 году участвовал в эстафете огня летних Олимпийских игр в Лондоне.
Занимался спортом до преклонных лет: в 2018 году в возрасте 93 лет пробежал «Вестминстерскую милю».
Умер 30 марта 2022 года.